# 坦桑尼亚广播公司
坦桑尼亚广播公司（英語：Tanzania Broadcasting Corporation），或简称，是坦桑尼亚的国营广播电视播出机构，由坦桑尼亚政府主管，其前身为开播于1951年的坦噶尼喀广播电台，坦桑尼亚独立后长期主导该国广播电视产业，也是该国最主要的广播电视业者。

## 历史
坦噶尼喀於1951年在三蘭港建立了自己的广播电台，并于当年7月开始定期播出节目，在开播初期，电台使用短波频率，可接收电台频率的区域不多，为了提高收听率，英国广播公司在坦噶尼喀参与安装了中波发射台，之后，因为设备增加，收音机的普及率提高，其收听率及播出时间均有稳定的增加。1956年，坦噶尼喀广播公司正式成立，並参照英国广播公司组建为公共媒體機構，这时，广播电台也开始同时用英文和斯瓦希里语播音:52。作为公营媒体的广播公司，主要以收取收听许可证费用维持运营，之后便开始受托商业广告，成为商业广播公司:53。
坦噶尼喀独立后，即與桑给巴尔合并建立坦桑尼亚联合共和国，1965年3月16日，坦桑尼亚总统尼雷尔下令将电台国有化，之后，坦桑尼亚广播公司在官方的支持下長期壟斷國內的廣播產業:73，1972年，该电台开始在三蘭港以外的县市建立地方廣播電台，电台节目内容的平衡度有所提升，亦成功解決國內部分地區難以收聽到其節目的問題:52-53，由于坦桑尼亚官方一度不接受大陆地区的坦噶尼喀输入电视节目，因此，在坦噶尼喀，该广播公司便与报纸一道成为在地民众接收资讯的主要渠道。1992年，姆维尼执政期间，坦桑尼亚放开媒体管控，坦桑尼亚广播公司對广播电视的垄断结束:74，该广播公司亦开设了自己的电视频道:159。

## 節目
作為坦桑尼亞的國營廣播電視播出機構，坦桑尼亞廣播公司充當坦桑尼亞政府的喉舌，接受政府管理，並具有宣導政令、提供公共服務的任務，其運作資金主要來自國民納稅，但也接受託播商業廣告:53，因為官方對新聞的嚴格控制，TBC自我審查節目播出內容的情況也較為明顯。在尼雷尔执政期间，他强调媒体的政治功能，要求电台协助官方消除贫穷落后理念:73，因此成人教育节目一度占该公司电台总播出时长的40%:37，得益于成人教育节目的高比例及高收听率，坦桑尼亚的识字率也得到了提升。另外，该国一些地方广播电台也會转播坦桑尼亞廣播公司的新闻节目。在电视部，坦桑尼亚广播公司除了播出自制的新闻节目外，也时常播送外国的肥皂剧。由于农村缺电问题明显，加上新闻报导不及时，该广播公司报导本国新闻的品質並不如BBC等国际电台高:159。